# Harran

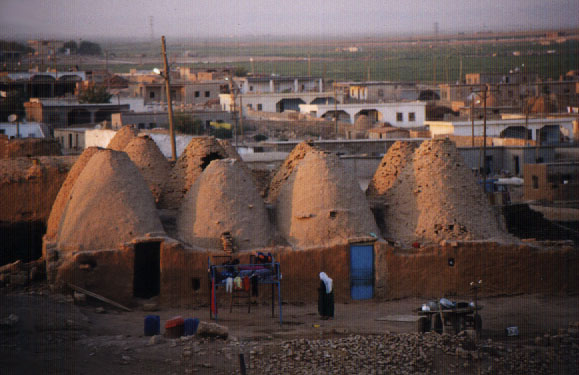
Traditionella hus i Harran

Harran är ett distrikt i provinsen Şanlıurfa i sydöstra Turkiet, på gränsen till Syrien.
Den forna staden Harran, även känd under det latinska namnet Carrhae, som var belägen i dagens distrikt mellan floderna Eufrat och Tigris, fick under det sena assyriska imperiet stor politisk och kulturell betydelse.  Fram till Ashur-uballit II:s död 609 f.Kr., var Harran huvudstad i Nyassyriska riket. Månguden Sin hade ett huvudtempel här.
Staden grundades i ett område där två handelsvägar mellan Syrien, Mindre Asien och Mesopotamien stötte samman. På en lertavla som kan dateras till omkring 1750 f.Kr och som hittats vid Mari omnämns platsen för första gången i historien. Enligt abrahamitisk mytologi, upptecknad i Första Moseboken 11:31, var det i Harran som Abrahams fader Tera slog sig ner sedan han lämnat Ur. Enligt samma legend kom Abrahams sonson Jakob hit och sökte sig en hustru (Rakel) vid brunnen.
Staden styrdes i tur och ordning av assyrierna, grekerna och romarna och slutligen av perserna. På romarnas tid hade staden namnet Carrhae och här utkämpades ett för romarna otursförföljt slag (se Slaget vid Carrhae) mellan Romerska republiken och Partien år 53 f.Kr..
År 639 erövrade araberna staden och byggde där en stor moské och var för en kort period på 700-talet huvudstad för ummayyaddynastin under dynastins siste kalif Marwan II som också här uppförde ett praktfullt palats. Harran var sedan den viktigaste staden i det kalifatet som då sträckte sig från Indien till Spanien. Så småningom började dock staden förfalla och på tolvhundratalet hade bebyggelsen helt upphört.